# Nederlands-Israëlietische Hoofdsynagoge
De Nederlands-Israëlietische Hoofdsynagoge Amsterdam (NIHS) is de Asjkenazisch orthodox-joodse gemeente van Amsterdam (inclusief Aalsmeer, Amstelveen, Broek in Waterland, Diemen, Edam, Ilpendam, Katwoude, Landsmeer, Marken, Monnickendam, Mijdrecht, Ouder-Amstel, Uithoorn, Vinkeveen, Waverveen, Wilnis en het dorp Badhoevedorp).

## Structuur
De NIHS Amsterdam is de grootste Joodse Gemeente in Nederland vallende onder het overkoepelende Nederlands-Israëlitisch Kerkgenootschap (NIK), waarmee het een kantoorgebouw in Amsterdam-Buitenveldert deelt. Het NIK kende zogenoemde Hoofdsynagogen in plaatsen waar een opperrabbijn zetelde. Vandaar dat de Joodse Gemeenten van Amsterdam, Arnhem, Limburg (Maastricht) en Den Bosch voor hun gemeente nog steeds de aanduiding Nederlands-Israëlietische Hoofdsynagoge gebruiken.
De NIHS Amsterdam, Kehillat Asjkenaziem Amsterdam, werd opgericht in 1635. Tot 2012 werd de gemeente bestuurd door een kerkbestuur (Dagelijks Bestuur) van zeven personen, die werden gekozen uit een kerkenraad (Raad) bestaande uit dertig personen (vanaf 2009 gold het passief vrouwenkiesrecht). Sinds de bestuurlijke reorganisatie van de NIHS in 2011 is de kerkenraad komen te vervallen. Het bestuur wordt sindsdien benoemd door een Raad van Toezicht, die door diverse synagogegemeenschappen wordt gekozen.
Aan het hoofd van de interne NIHS-organisatie staat een directeur. Hij is tevens secretaris van het Dagelijks Bestuur. De directeur geeft leiding aan de gehele organisatie, behalve de inhoudelijke werkzaamheden van het Rabbinaat. Sinds 2014 is de directeurspositie vacant. Van 2008 tot 2014 werd deze bekleed door Benno van Praag. Hij volgde David Serphos op, die de functie van 1998 tot 2008 bekleedde.
Aan het hoofd van het Rabbinaat staat de opperrabbijn. Hij is tevens voorzitter van de rabbinale rechtbank (Beth Din). De huidige opperrabbijn is rabbijn Eliezer Wolff.

## Synagoges
De NIHS Amsterdam is verantwoordelijk voor vijf synagoges in Amsterdam. Daar worden (met uitzondering van Sjoel West) alle wekelijkse 22 gebedsdiensten gehouden; in de overige synagoges zijn minder diensten. In synagoges die hieronder als 'beperkt' zijn aangegeven worden op sjabbat, feestdagen en sommige andere weekdagen diensten gehouden.
- Sjoel Buitenveldert - NIHS
- Sjoel Amstelveen - NIHS
- Raw Aron Schuster Synagoge (Jacob Obrechtplein) - NIHS
- Sjoel West (De Baarsjes) (alleen sjabbat en feestdagen) - NIHS
- Lekstraat-sjoel (Rivierenbuurt) - NIHS
- Kehillat Jaakow, Gerrit van der Veenstraat
- CIZ-sjoel (Ziekenhuis Amstelveen) (beperkt); onder verantwoordelijkheid van "vereniging CIZ"
- Nidche Jisraeel Jechanes, Nieuwe Kerkstraat (nabij Weesperplein) (beperkt)
- Tesjoe'at Israël, Gerard Dousjoel (nabij Albert Cuypstraat) (beperkt)
- Uilenburger Synagoge (beperkt)

Daarnaast zijn er nog twee sefardische synagoges, van de Portugees-Israëlietische Gemeente Amsterdam:
- Esnoga Amsterdam (nabij Waterlooplein) (vrijdagavond, sjabbat- en feestdagenochtend, zondagochtend)
- Esnoga Amstelveen, Texelstraat (iedere ochtend en sjabbat en feestdagen)

## Rabbijnen
De volgende rabbijnen zijn aan de NIHS verbonden:
- Aryeh Ralbag, opperrabbijn van Amsterdam, van hem werd in 2020 definitief afscheid genomen.
- Eliezer Wolff, Av Beit Din en opperrabijn van Amsterdam in 2020
- Zwi Spiero
- Shmuel Katz, rabbinaatssecretaris

Andere rabbijnen die bij de NIHS zijn betrokken:
- Menachem Evers
- Raphael Evers
- Hans Groenewoudt
- Menachem Sebbag , rabbijn van AMOS
- Ies Vorst
- Simcha Stanton , rabbijn van Kehal Chassidiem

Rabbijnen die in het verleden aan de NIHS waren verbonden:
- Joseph Wijnkoop 1870-1910
- Joseph Hirsch Dünner 1874-1911
- Abraham van Loen 1881-1888
- Joël Vredenburg 1904-1918
- David Brodman 1963-1973

## Eroev
Op 6 maart 2008 werd voor het eerst sinds het defunctioneren van de direct na de Tweede Wereldoorlog weer herstelde en later tot en met de Van Nijenrodeweg in Buitenveldert uitgebreide eroev weer een draaggebied ingewijd in Amsterdam. De eroev 2008 is goedgekeurd door de rabbinale rechtbank van Amsterdam, bestaande uit rabbijn Aryeh Leib Ralbag, rabbijn Eliezer Wolff, en rabbijn Raphael Evers, en beslaat een groot deel van centraal en zuidelijk Amsterdam alles ten westen van de Amstel, van het centraal station tot onder Amstelveen, waar veel joden wonen. In het westen vormen de Schinkel, de Nieuwe Meer en de Haarlemmermeerse Ringvaart de begrenzing.